# 坎佩尔区
坎佩尔区（法語：Arrondissement de Quimper）是法国菲尼斯泰尔省所辖的一个区。总面积2249.6平方公里，总人口324543，人口密度144人/平方公里（2018年）。主要城镇为坎佩尔。

## 辖区
坎佩尔区辖有84个市镇。